# Szeligi (powiat płocki)
Szeligi – wieś sołecka w Polsce położona w województwie mazowieckim, w powiecie płockim, w gminie Słupno. Leży nad Słupianką dopływem Wisły.
W latach 1975–1998 miejscowość należała administracyjnie do województwa płockiego.
Na terenie wsi przy zbiegu rzek Słupianki i Biskupki (na lewych brzegach tych rzek) znajduje się wczesnośredniowieczne, słowiańskie grodzisko z VII-VIII wieku n.e. Jest to pozostałość grodziska z najstarszymi wczesnośredniowiecznymi umocnieniami obronnymi na ziemiach polskich (czasami zamiast określenia kultura Sukow-Dziedzice używano określenia Sukow-Szeligi).